# Drum
Pour les articles homonymes, voir drum (homonymie).
Drum est une marque de tabac à rouler néerlandaise appartenant au groupe Imperial Tobacco en Europe, et à Republic Tobacco aux États-Unis.

## Historique
Drum était à l'origine produit et commercialisé par l'entreprise néerlandaise Jacobs Douwe Egberts, elle-même propriété du groupe Sara Lee depuis 1978. En 1998, l'activité tabac de Sara Lee, qui comprenait également la marque de tabac Van Nelle, très populaire aux Pays-Bas, a été cédée à Imperial Tobacco.